# Menander pretus
Menander pretus är en fjärilsart som beskrevs av Pieter Cramer 1787. Menander pretus ingår i släktet Menander och familjen Riodinidae. Inga underarter finns listade i Catalogue of Life.

## Bildgalleri

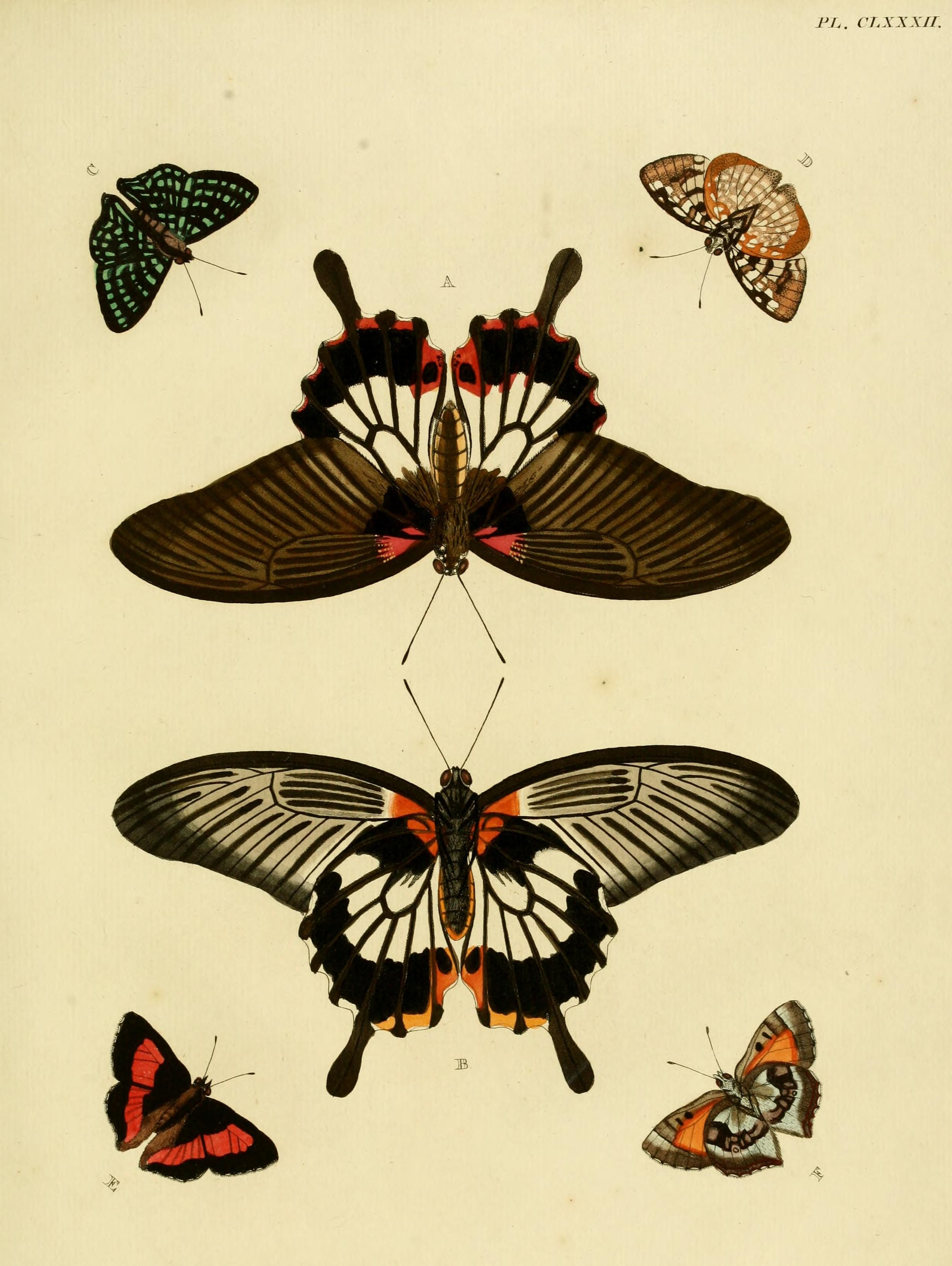